# Macroteleia goldsmithi
Macroteleia goldsmithi är en stekelart som beskrevs av Girault 1920. Macroteleia goldsmithi ingår i släktet Macroteleia och familjen Scelionidae. Inga underarter finns listade i Catalogue of Life.